# Europaschutzgebiet Spirkenwälder Saminatal

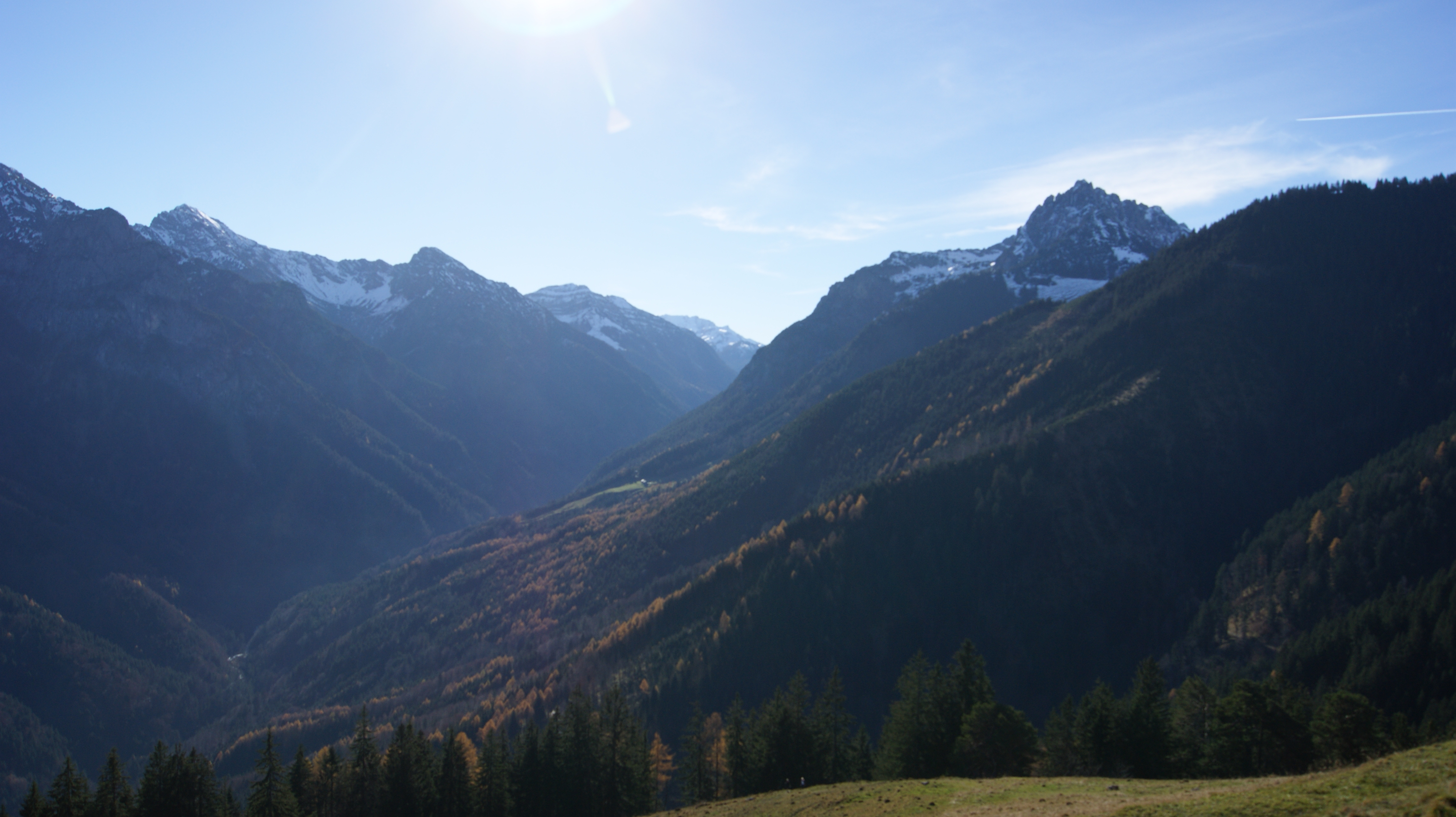
Saminatal von Amerlug aus gesehen

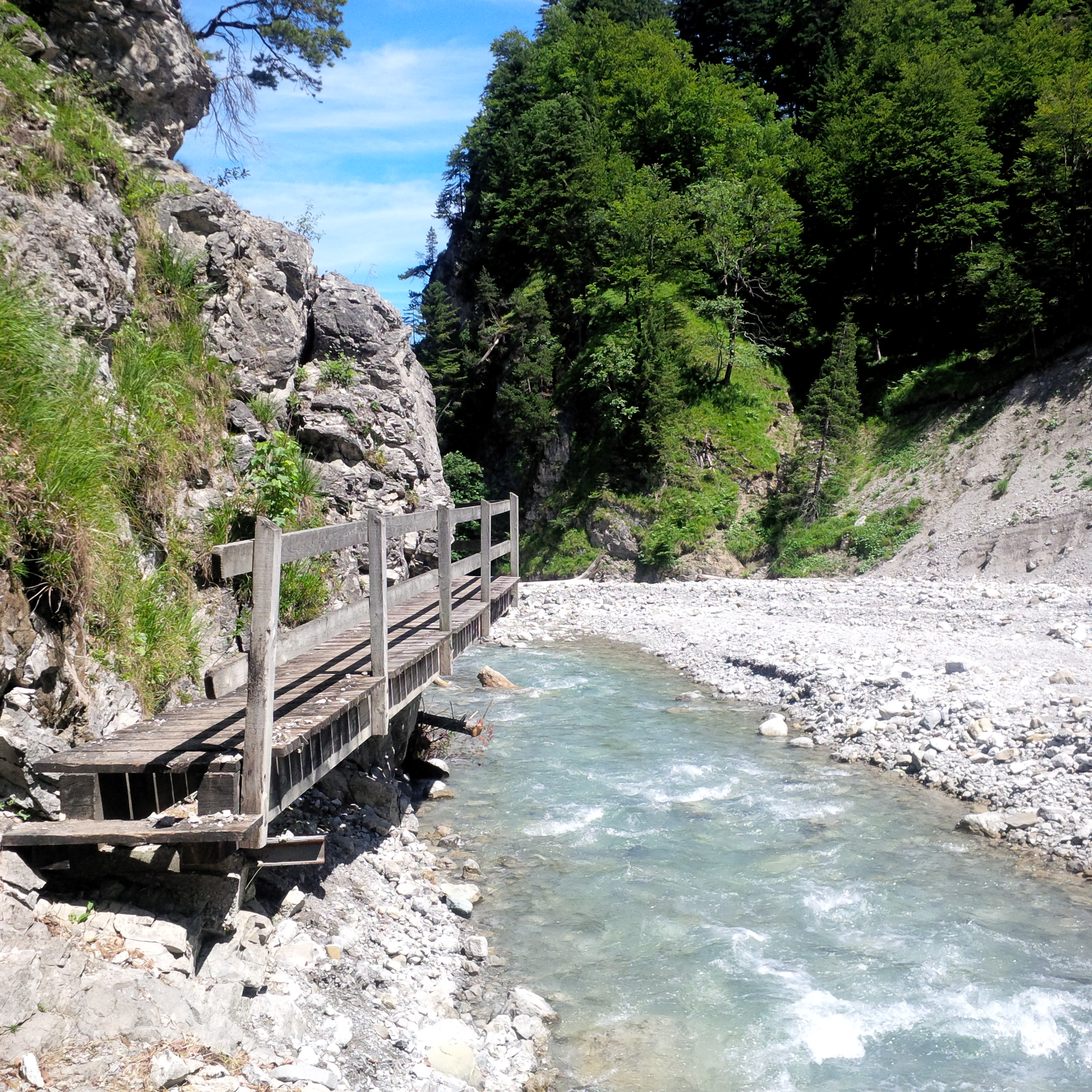
Saminatal südlich des Fallecks (Staatsgrenze)

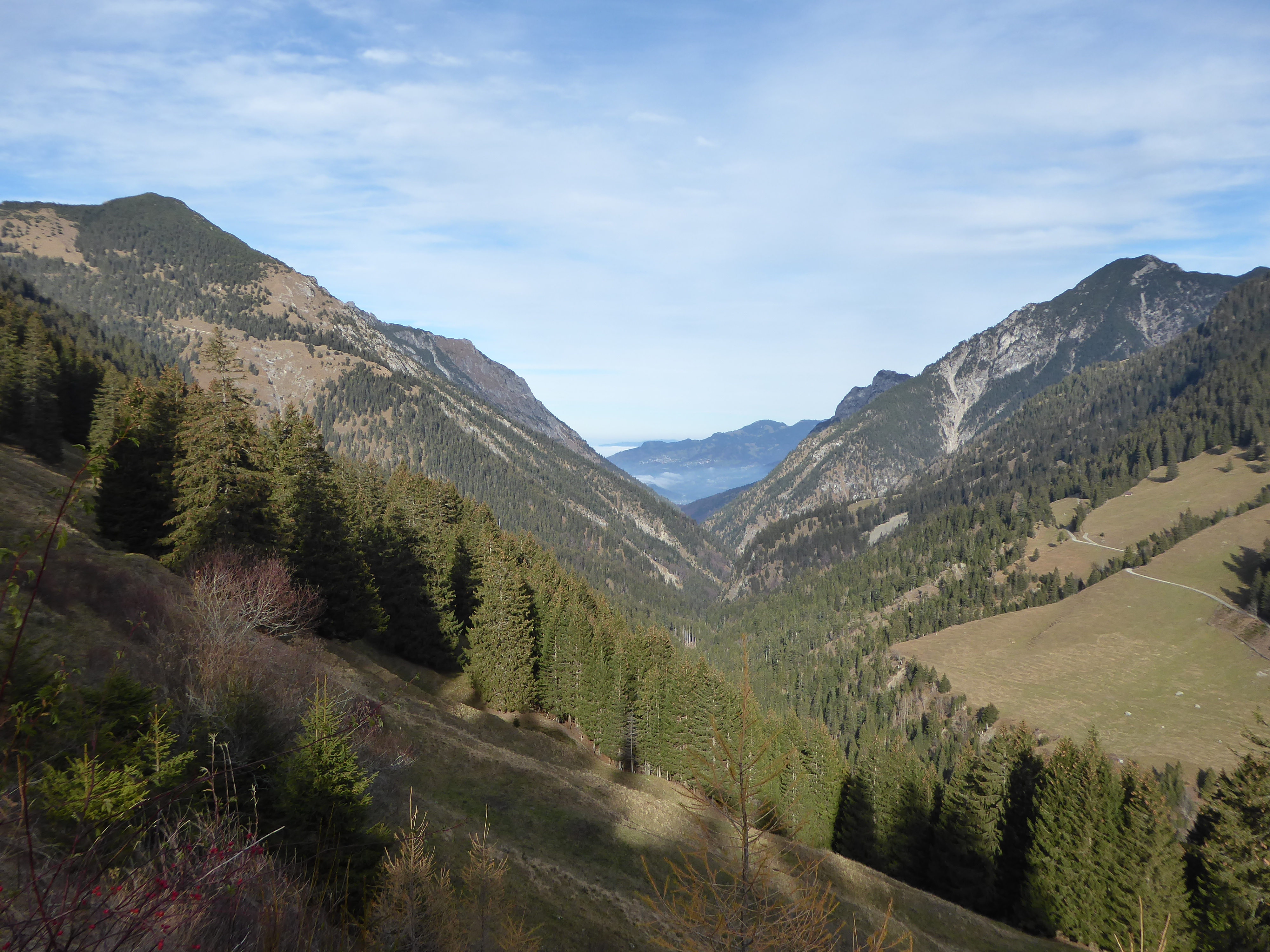
Saminatal vom Kulm aus gesehen

Das Europaschutzgebiet Saminatal (Natura-2000-Gebiete, auch: Spirkenwälder Saminatal) liegt in der Gemeinde Frastanz in Vorarlberg, Österreich im Rätikon. Es umfasst Wald, insbesondere Bergkiefern (Spirken). Die Bergkiefern gelten als „Überlebenskünstler“ und können auch wie hier vorliegend in sehr nährstoffarmen Gebieten wachsen aber auch in saurem Untergrund, wie in Hochmooren.
Zweck des Europaschutzgebietes Saminatal ist der Schutz hier lebender gefährdeter wildlebender heimischer Pflanzen- und Tierarten und ihrer natürlichen Lebensräume.

## Rechtliche Grundlage
Das Europaschutzgebiet Saminatal wurde gemäß Vorarlberger Naturschutzverordnung als solches mit einem einfachen Landesgesetz ausgewiesen. Grundlage für die Unterschutzstellung ist die Flora-Fauna-Habitat-Richtlinie 92/43/EWG (FFH-Richtlinie) der Europäischen Union.

## Topografie
Das Europaschutzgebiet Saminatal liegt an der Grenze zwischen Liechtenstein und Österreich auf dem Gemeindegebiet von Frastanz und hat in etwa die Form eines unregelmäßigen Ovals. Der obere Teil des Saminatals – mit der Quelle der Samina – liegt auf liechtensteinischen Staatsgebiet. Das gesamte Gebiet umfasst auf österreichischer Seite einen kleineren Teil des mittleren Saminatals und liegt in einer Höhe von etwa 830 m ü. A. bis 2198 m ü. A. Es hat eine Fläche von etwa 478 Hektar.
Südlich, noch im Schutzgebiet, befindet sich der Galinakopf (2198 m ü. A.) Der von hier nach Norden verlaufende Galinagrat (über die Hohen Köpfe (2066 m ü. A.)) bildet die östliche Grenze des Schutzgebietes.

## Schutzzweck und -umfang
Im Sinne der Flora-Fauna-Habitat-Richtlinie (Anhang I der FFH-Richtlinie) ist für dieses Schutzgebiet der prioritäre Lebensraum des Bergkiefervorkommens (montaner und subalpiner Pinus mugo subsp. uncinata) auf Wald auf Gips und Kalksubstrat besonders geschützt.
Dieses Europaschutzgebiet ist eines von drei weiteren im Rätikon zum Schutz der Bergkiefernvorkommen (Europaschutzgebiet Spirkenwälder Innergamp, Europaschutzgebiet Spirkenwald Oberer Tritt, Europaschutzgebiet Spirkenwälder Brandnertal). Mit diesen vier Schutzgebieten werden die größten Vorarlberger Vorkommen und etwa die Hälfte der österreichweiten Bestände der Spirke abgedeckt.

## Nutzung und Verkehr
Das Europaschutzgebiet wird wenig als Naherholungsgebiet genutzt, wirtschaftlich vor allem das Wasser für die Energiegewinnung in Kraftwerken in Frastanz.
Es führt keine öffentliche Straße in das Schutzgebiet. Eine Forststraße führt von Amerlügen bis zur Staatsgrenze am Falleck (873 m).